# Decomposizione (biologia)

La marcescenza di una pesca lungo un periodo di sei giorni. Ogni foto è presa a distanza di 12 ore dalla precedente: notare il tipico aspetto "strizzato" della buccia, che lentamente si copre di muffa.

La decomposizione (anche detta putrefazione) è il processo di disfacimento dei corpi (o di parte di essi) di organismi precedentemente viventi, che si scompongono nelle forme più semplici della materia dopo la morte. La scienza che studia la decomposizione è generalmente denominata tafonomia, mentre la tanatologia è la scienza forense che analizza le cause di un decesso.

## Il processo di disfacimento

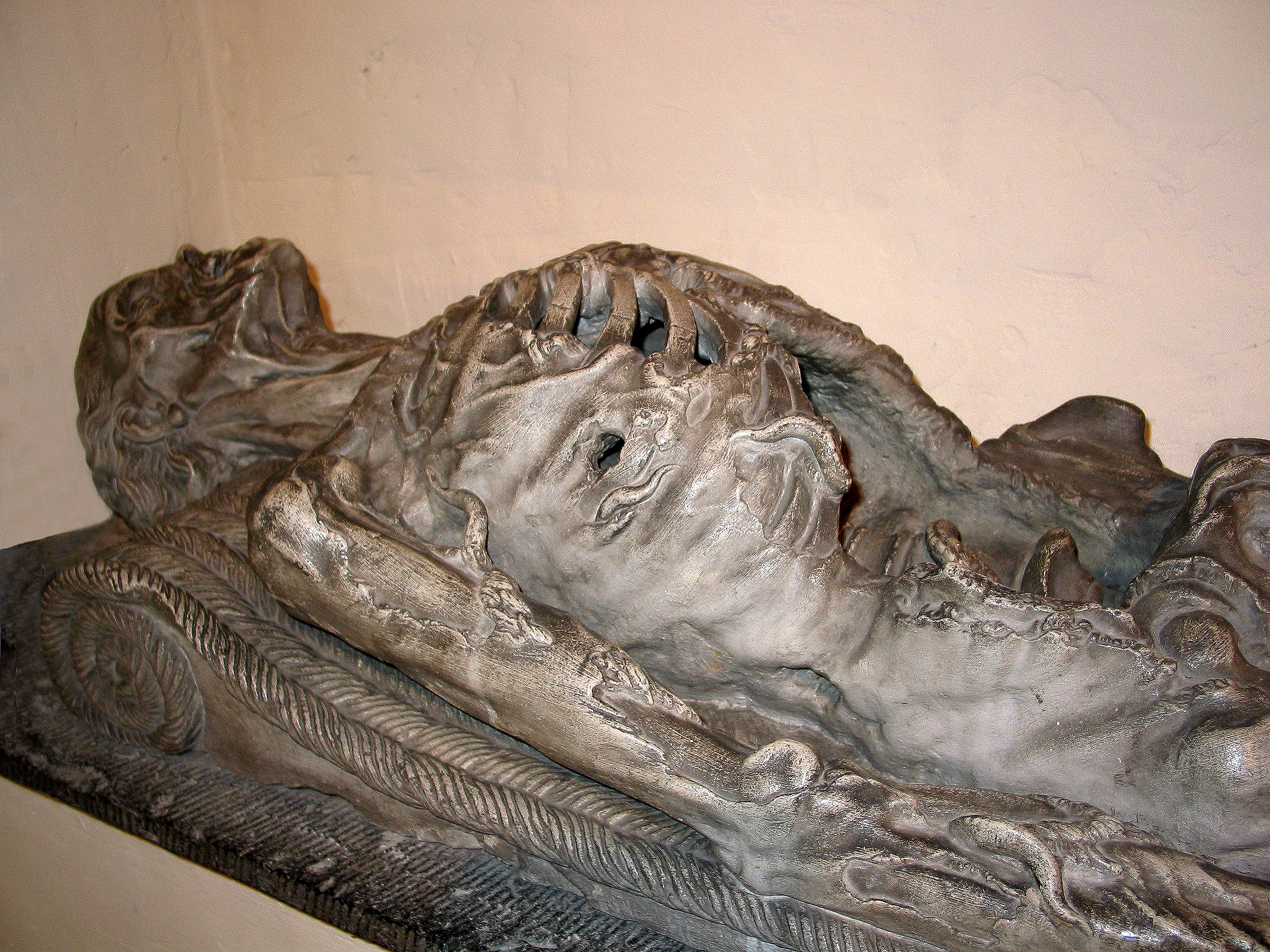
Statua rappresentante realisticamente un corpo umano in decomposizione

È comune opinione degli studiosi che la decomposizione cominci al momento della morte, immediatamente dopo di essa, anche se la visibilità esterna dei suoi effetti sia relativamente successiva.
In questa fase la decomposizione è causata principalmente da due fattori: autolisi (la suddivisione dei tessuti dai propri prodotti chimici interni del corpo ed enzimi) e putrefazione propriamente detta (scissione degli elementi costitutivi dei tessuti operata dai batteri). 
Questi processi rilasciano gas, che sono la causa principale dell'odore caratteristico dei corpi morti. Tali gas possono presentare nella loro composizione una rilevante percentuale di metano e tracce di fosfano (o fosfina, PH3), miscela che talvolta può innescare una fiammata al contatto con l'aria, nel noto fenomeno del fuoco fatuo.

## Fattori che influenzano la decomposizione
La rapidità e il modo in cui un corpo umano o animale si decompone sono influenzati da un certo numero di fattori. 
Per grado di importanza approssimativamente decrescente, tali fattori includono:
- temperatura, umidità, siccità, pioggia;
- intervento di insetti o di carnivori o di roditori;
- eventuale sepoltura e profondità della stessa;
- eventuale imbalsamazione;
- dimensione corporea e peso;
- superficie di giacitura dei resti del corpo.

## Gli agenti decomponenti biologici

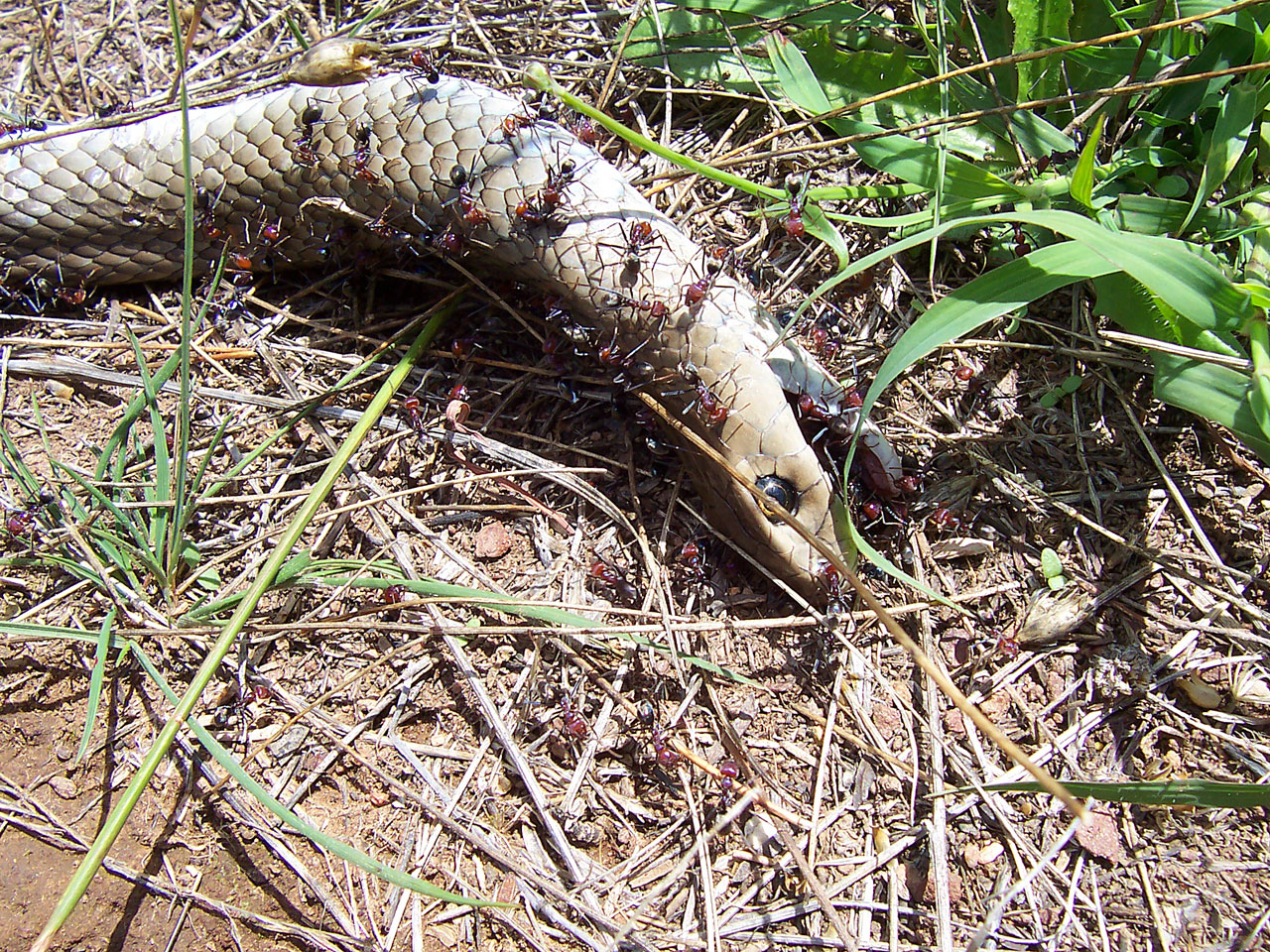
Formiche sul corpo di un serpente morto

Insetti e altri animali sono tipicamente gli agenti principali della decomposizione, posto che il corpo sia loro accessibile. Gli insetti più importanti che sono più frequentemente coinvolti nel processo includono i saprofagi (Sarcophagidae) e i calliforidi (Calliphoridae). 
La temuta mosca color verde-bottiglia (la cosiddetta "mosca metallica") che si vede d'estate è una calliforide; in realtà, essa depone le sue uova bianche su qualunque carne esposta (priva di pelle) indipendentemente sia viva o morta. La sua asserita preferenza è solo illusoria, poiché gli animali vivi possono scacciarla ed essa non può agire su di essi come farebbe su una carcassa.
Ben più precisi e determinati sono invece i bigattini: questi vermiformi bianco-giallognoli ben noti ai pescatori, che li usano come esche, sono le larve apode dei calliforidi e di altri ditteri. I bigattini sono in grado, in climi con temperature calde, di contribuire alla completa distruzione delle parti non ossee in tempi sorprendentemente rapidi, grazie anche alla loro capacità riproduttiva impressionante per rapidità e proporzioni. 
Altri animali come i coyote, le iene, gli avvoltoi, i cani, i lupi, le volpi, i gatti, i ratti e i topi possono nutrirsi di un corpo morto, se lo trovano. Alcuni fra questi, inoltre, ne rimuoveranno e spargeranno le ossa.

## Le tecniche di contrasto
Stanti motivazioni che fanno parte di un istinto generale e innato dell'Uomo che comprende anche le riflessioni razionali e irrazionali sulla morte, la decomposizione è vista dall'essere umano come un fenomeno temuto e terribile. Uno degli istinti innati, comune anche ad altri mammiferi, è l'immediata repulsione alla vista ed all'olfatto di cadaveri decomposti, anche con accessi di somatizzazione, che includono nausea e vomito. 
Una delle pratiche funebri più note, la cremazione, sottrae il cadavere alla decomposizione ordinaria più deterministicamente decomponendolo con l'azione della combustione, che ne scinde ugualmente le molecole, ma per effetto del fuoco e rapidamente.
Un altro dei modi scoperti dall'Uomo per contrastare il processo decompositivo è l'imbalsamazione, che lo ritarda, ma non lo arresta indefinitamente. Gli imbalsamatori, del resto, tipicamente pongono la loro maggiore attenzione alle parti del corpo più in vista, come la faccia e le mani, talvolta non curandosi di altre parti o addirittura rimuovendo le parti molli come l'intestino e gli altri visceri; l'eviscerazione, in effetti, è anche una pratica seguita presso molti popoli con finalità e ritualità religiose. 
I prodotti chimici usati nell'imbalsamazione respingono la maggior parte degli insetti e ritardano il processo di putrefazione batterica, ma non conservano un corpo indefinitamente. 
In ambienti sufficientemente asciutti, un corpo imbalsamato può conservarsi in stato di mummia per tempi anche considerevoli.
Dalla scoperta che il congelamento del cadavere rallenta l'azione della maggior parte delle forme viventi capaci di aggredirlo, si è sviluppata la tecnica dell'ibernazione, che per taluni sarebbe applicabile anche a corpi vivi, senza causarne la morte.

## I tempi di scheletrificazione
Notoriamente le componenti ossee del corpo sono le ultime a decomporsi, dunque lo scheletro è quanto spesso si ritrova di una salma a seguito della riesumazione.
Il tempo necessario perché un corpo umano si riduca ad uno scheletro può variare notevolmente. Normalmente il corpo di un adulto sepolto in terreno ordinario senza una bara richiede dieci-dodici anni per decomporsi a scheletro, in un clima temperato. Immergendo il corpo in acqua, la scheletrificazione accade circa quattro volte più velocemente; esponendo il cadavere all'aria aperta, otto volte più velocemente. 
Lo scheletro, in sé, non è permanente poiché gli acidi a cui il cadavere è esposto possono disintegrarlo: questo è uno dei motivi della mancanza di resti umani nel relitto del Titanic anche in parti della nave inaccessibili ai pesci e ad altri agenti degradanti. 
I corpi esposti a terreno freddo e umido possono invece sviluppare una sostanza cerosa denominata "adipocera", a causa dell'azione (sulle proteine e sui grassi del corpo) di prodotti chimici presenti nel terreno. La formazione di adipocera ritarda la decomposizione, inibendo l'azione dei batteri che causano la putrefazione.

## Motivi di studio della decomposizione
Varie scienze, per finalità diverse, studiano la decomposizione dei corpi. 
Queste scienze hanno spesso relazione con la medicina legale, perché il motivo più frequente per lo studio specifico sulla decomposizione dei corpi umani è determinare il periodo e la causa della morte di un dato individuo a fini legali. 
Per questo si hanno principalmente:
- la patologia legale, che studia gli indizi eventualmente utili a individuare la causa della morte come fenomeno medico;
- l'entomologia legale, che studia gli insetti e gli altri parassiti trovati nel cadavere; la sequenza in cui compaiono, i generi di insetti e in quale momento del loro ciclo di vita sono trovati, sono indizi che possono far luce sulla data di morte, sulla durata di esposizione del corpo e chiarire se il corpo è stato o meno spostato;
- l'antropologia legale è il ramo dell'antropologia che studia gli scheletri e i resti dell'essere umano, per cercare solitamente indizi quanto all'identità, alla razza e al sesso del deceduto.